# Gay McDougall
Pour les articles homonymes, voir McDougall.
Gay Johnson McDougall, née le 13 août 1947, à Atlanta, Georgia est une avocate américaine spécialisée dans les droits humains internationaux et la discrimination raciale. Elle est actuellement chercheuse émérite (« distinguished scholar ») en résidence au Leitner Center for International Law and Justice de la faculté de droit de l'université Fordham. De septembre 1994 à 2006, elle est directrice générale de l'organisation non-gouvernementale Global Rights, Partners for Justice,. En août 2005, elle devient la première rapporteuse spéciale de l'ONU sur les questions relatives aux minorités, poste qu'elle conserve jusqu'en 2011.

## Jeunesse
Gay Johnson McDougall est la fille de Louis et Inez Gay Johnson. Son père est cuisinier dans un hôpital, et sa mère enseigne les mathématiques dans un lycée. Gay grandit dans le quartier de Dixie Hills à Atlanta. Elle fréquente les écoles publiques et le lycée Booker T. Washington.
En tant qu'enfant noire dans les années 1960  à Atlanta, de nombreux espaces publics lui sont interdits. À sa sortie du lycée, en 1965, elle est sélectionnée pour être la première étudiante noire à intégrer l'université privée Agnes Scott à Decatur, Géorgie. Revenant sur son enfance, Gay McDougall déclare : « Nous pensions à l'époque que notre situation était unique et tragique... Nous nous tournions souvent vers la communauté internationale avec l'espoir que, quelque part ailleurs dans ce monde, les règles étaient différentes... Nous avions à la fois raison et tort. » (« We believed then that our situation was uniquely tragic ... We often looked to the international community with the hope that somehow the world beyond this country operated on different rules... We were both right and wrong. »)

## Éducation et carrière dans le privé
Après deux années à l'université Agnes Scott, McDougall étudie au Bennington College dans le Vermont. Elle y obtient un diplôme en sciences sociales. Elle obtient également un juris doctor à la Faculté de droit de Yale, et une maîtrise de droit public international (magister legum) à la London School of Economics and Political Science.
Une fois diplômée de Yale, elle rejoint le cabinet d'avocats new-yorkais Debevoise & Plimpton.

## Carrière dans des organisations à but non lucratif
McDougall est actuellement chercheuse émérite en résidence au Leitner Center on International Law and Justice de la faculté de droit de l'université Fordham.
En 1998, elle est choisie pour servir en tant qu'experte indépendante au sein de l'organe des traités des Nations Unies sur la Convention internationale sur l'élimination de toutes les formes de discrimination raciale (CERD). Elle est la première Américaine à être élue dans ce corps de 18 experts internationaux supervisant la coopération des gouvernements à travers le monde pour l'application des obligations établies dans le traité. Son mandat dure quatre ans, de 1998 à 2001. Elle est réélue en juin 2015, son mandat commençant le 20 janvier 2016 et s'achevant le 19 janvier 2020. Elle est également vice-présidente du comité.
En 1996, la Commission des droits de l'homme des Nations unies la choisit pour servir à la sous-commission dédiée à la prévention des discriminations et à la protection des minorités.
Elle fut également rapporteur spécial sur les sujets de viols systémiques, d'esclavage sexuel, et des pratiques d'esclavage dans les conflits armés, rôle pour lequel elle présente une étude à la sous-commission des Nations Unies dédiée aux droits de l'Homme appelant à des standards juridiques internationaux pour condamner les actes de viols systémiques et d'esclavage sexuel commis pendant les conflits armés. En tant que rapporteur spécial, elle se rend en Sierra Leone avec le haut commissaire des Nations Unies aux droits de l'Homme pour évaluer l'impact désastreux de la guerre civile sur les populations.
Avant son mandat à l'ONU, McDougall est l'une des membres de la commission électorale indépendante d'Afrique du Sud, chargée de l'administration et de l'organisation des premières élections mixtes du pays. Pendant la période de l'apartheid, entre 1980 et 1994, elle est directrice de la branche sud-africaine de l'organisation américaine de défense des droits civiques Lawyers' Committee for Civil Rights Under Law. Elle permet la défense de milliers de prisonniers politiques en Afrique du Sud et en Namibie en finançant des avocats et en collaborant avec eux.
En 1989, McDougall fonde la Commission on Independence for Namibia, un groupe bipartisan de 31 Américains choisis pour la surveillance du processus d'indépendance du pays sur une durée d'un an, sous mandat des Nations Unies. La Commission intervient pour imposer des modifications à des textes législatifs essentiels, tels que les lois sur l'inscription des électeurs et les élections, qui, telles qu'elles étaient rédigées, menaçaient l'équité du processus électoral.

### Tensions ethniques dans la province du Xinjiang
Gay McDougall alerte à plusieurs reprises sur le traitement des minorités ouïghours et kazakhs dans la province chinoise du Xinjiang.
En 2009, alors qu'elle est experte indépendante sur les questions relatives aux minorités auprès de l'ONU, à la suite des violentes tensions ethniques ayant eu lieu dans la région d'Ürümqi  au mois de juillet, elle réclame à la Chine l'autorisation d'accéder à la région du Xinjiang,. Cette requête sera rejetée par la Chine. McDougall réitèrera sa demande qui sera également rejetée.
Le 10 août 2018, alors qu'elle est vice-présidente du comité des Nations Unies pour l’élimination de la discrimination raciale, elle dénonce la mise en place de camps d'internement dans la région:

« We are deeply concerned at the many numerous and credible reports that we have received that in the name of combating religious extremism and maintaining social stability (China) has changed the Uighur autonomous region into something that resembles a massive internship camp (Nous sommes profondément troublés par les nombreux rapports crédibles que nous avons reçus, décrivant qu’au nom du combat contre l’extrémisme religieux et du maintien de la stabilité sociale (en Chine), la région autonome ouïghoure ait été transformée en ce qui ressemble à un camp d’internement géant) »,

Elle dénonce également le fait que les minorités musulmanes de la région soient traitées comme des « ennemis d'État »,.
La Chine nie d'abord l'existence des camps d'internements avant de les reconnaître en octobre 2018.

## Médailles honorifiques
McDougall reçoit la bourse MacArthur en 1999 pour son travail "innovant et très efficace" au service des droits de l'Homme.
Elle reçoit le titre honorifique de docteur de la loi (Doctor of Law) auprès de la faculté de droit de Georgetown, l'université de Witwatersrand en Afrique du Sud, la faculté de droit de l'université de la ville de New York, l'Agnes Scott College, la School of Advanced Study, l'université de Londres et l'université de Boston,,.
McDougall reçoit un Candace Award de la National Coalition of 100 Black Women en 1990.

## Autres
- Membre de l'United Nations Committee on the Elimination of Racial Discrimination
- Chercheuse confirmée, 2002, Institute for Policy Studies
- Membre du conseil d'administration, Africare
- Membre du conseil d'administration, CARE (Cooperative for Assistance and Relief Everywhere)
- Membre du conseil d'administration, Global Fund for Women
- Membre du conseil consultatif, Realizing Rights
- Membre du conseil exécutif, American Society of International Law
- Chercheuse émérite, American University's College of Law Faculty
- Chercheuse invitée, American University Washington College of Law et Academy on Human Rights and Humanitarian Law
- Chercheuse invitée en droit international, et chercheuse émérite en résidence, Leitner Center for International Law and Justice, université de Fordham
- Membre du conseil d'administration de la Open Society Justice Initiative du Open Society Foundations[22]